# Rudy Krolopp
Rudy Krolopp (* 1930 in Chicago) ist ein US-amerikanischer Industriedesigner. Er war Direktor der Abteilung für Industriedesign bei Motorola und entwarf gemeinsam mit Martin Cooper 1973 den ersten Prototyp eines Mobiltelefons, das Motorola 1983 als weltweit erstes mobiles Telefon auf den Markt brachte.

## Leben und Wirken
Rudy Krolopp besuchte das College in Lake Forest, studierte Advanced Business und schloss an der Universität von Illinois ein Studium mit dem Titel Bachelor of fine & applied arts ab.
Er begann seine Karriere 1956 als Juniordesigner der Sparte Konsumgüter bei Motorola, wurde dann zum Manager of Industrial Design und später zum Chefdesigner bei Motorola.
Anfang Januar 1973 startete die Entwicklung des weltweit ersten kommerziellen Mobiltelefons bei Motorola, für das am 17. Oktober 1973 ein Patent eingereicht wurde. Martin Cooper, der das Patent einreichte, gilt bis heute als Vater des Mobiltelefons. Als Erfinder gilt aber Coopers Freund, der Chefdesigner Rudy Krolopp, der an der Entwicklung des 1983 von Motorola auf den Markt gebrachten DynaTAC 8000X maßgeblich beteiligt war.
Sein erster Mobiltelefonanruf fand 1983 in einem amerikanischen Restaurant statt, bei dem er den Manager des Restaurants anrief und ihn bat, ihm ein Glas Wasser zu bringen.
Auch die leichteren und kleineren Modelle – MicroTAC 950 (1989 vorgestellt) und StarTAC von 1996, der erste tragbare Fernseher und das erste Motorola-Autotelefon – wurden von Krolopp entworfen. Insgesamt liegen dem US-Patentamt sieben Patente von Krolopp vor.
1997 wurde Krolopp – nach 42 Jahren Betriebszugehörigkeit bei Motorola – pensioniert. Er hat sieben Kinder, 15 Enkel (Stand 2003) und bastelt in seiner Freizeit an Modellflugzeugen.